# Хедивская опера
Хеди́вская (королевская) опера (араб. دار الأوبرا الخديوية‎) — театр оперы и балета, существовавший в Каире в 1869—1877 годах и сгоревший в 1971 году. Один из первых публичных оперных театров не только в Египте, но и на африканском континенте вообще.

## Строительство
Строительство театра, приуроченное к открытию Суэцкого канала (канал был официально открыт 17 ноября 1869 года, театр — 1-го), было инициировано хедивом Египта Исмаилом, получившим образование во Франции и мечтавшим сделать Египет «частью Европы», цивилизованной страной, полностью независимой от Оттоманской империи.
Проект здания был выполнен итальянским архитектором Пьетро Авоскани, уже выполнившим к тому времени несколько заказов Исмаила: в 1861 году он работал над интерьерами дворца, где жил принц, затем — над дизайном его сада, в 1862 году он также по заказу греческой коммуны построил театр в Александрии. В качестве соавтора Авоскани обычно называется некий Росси, однако про этого архитектора ничего не известно.
Для постройки театра был выделен участок, на котором находился старый дворец, используемый в качестве склада или лавок для торговли[уточнить]. Строительство здания, выполненного преимущественно из дерева, началось в середине апреля 1869 года и велось 6 месяцев. Работы обошлись в 160 тысяч фунтов стерлингов. Зал, рассчитанный примерно на 800 зрителей, был богато украшен позолоченной резьбой, для хедива была предусмотрена королевская ложа, для его жён — специальные ложи, отгороженные ажурной решёткой. В 1873 году Авоскани было поручено расширить оперный зал, однако выделенные деньги были растрачены.
Руководителем нового театра стал киприот Павлос Павлидис (Павлон Дранехт, Дранехт-бей), суперинтендант хедивских театров в 1867—1879 годах (кроме Оперы, среди них числились Придворный театр, Французский театр и Каирский цирк, открытый чуть ранее, в феврале того же 1869 года), до этого руководивший египетскими железными дорогами.

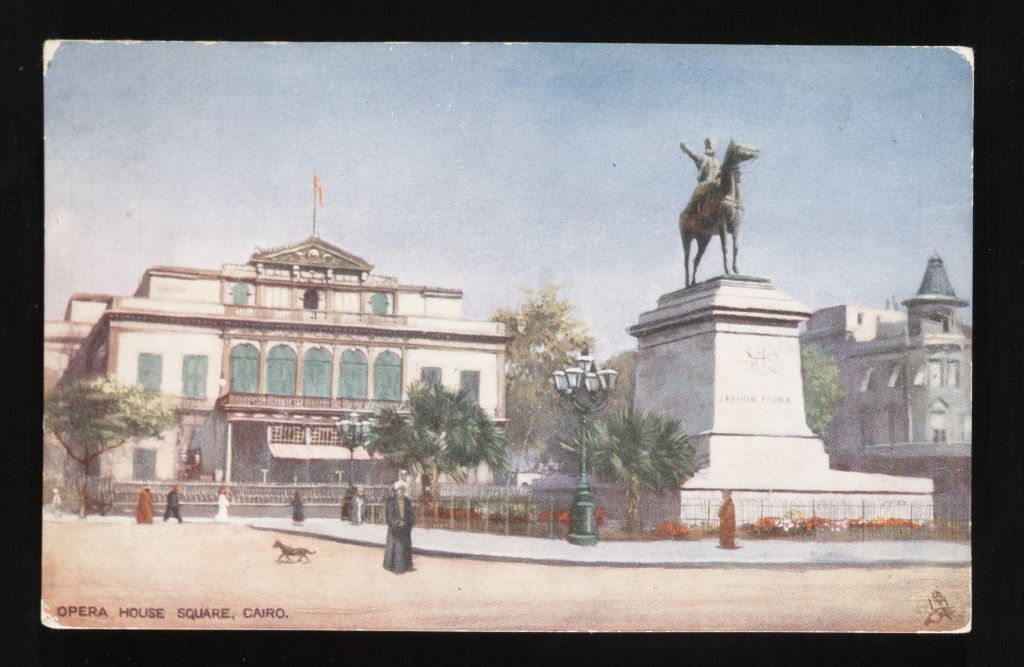
Хедивская опера и памятник Ибрагим-паше, справа виден отель «Россия»

Позднее перед театром был установлен конный памятник отцу хедива, Ибрагим-паше.

## Открытие
Специально для открытия театра композитору Джузеппе Верди был заказан спектакль, отражающий историю Древнего Египта. Однако заказ хедива не был выполнен вовремя — намеченная премьера оперы «Аида» состоялась лишь два года спустя, 24 декабря 1871 года; театр же был открыт постановкой другой, более ранней оперы Верди — «Риголетто» (1851).
Театр открылся 1 ноября 1869 года — эта дата стала традиционным днём начала сезона Хедивской оперы. В день открытия в зале присутствовали руководитель строительства Суэцкого канала Фердинанд де Лессепс с семьёй, глава государства хедив Исмаил и его гости — императрица Франции Евгения, император Австро-Венгрии Франц Иосиф с премьер-министром Транслейтании Дьюлой Андраши, наследный принц Голландии Виллем, кронпринц Пруссии Фридрих Вильгельм с супругой, принцессой Викторией, эмир Алжира Абд аль-Кадир — в целом хедив отдал предпочтение европейским правителям, а не мусульманским, которым он был вынужден принести свои извинения.
Программа была составлена Авоскани. Вечер открылся кантатой Юзефа Понятовского, исполненной в честь хедива: восемь певцов, стоящих на сцене вокруг бюста правителя, символизировали правосудие, милосердие, славу, мелодию, историю, сельское хозяйство, промышленность и торговлю, после чего раздалось всеобщее «ура». Затем было дано представление оперы «Риголетто» в исполнении итальянских артистов.

## Труппа
В течение первого месяца со дня открытия театра артисты труппы выступали исключительно для нужд двора: среди выступлений были представление на королевской яхте «Ал-Махрусса» и церемония открытия Суэцкого канала. Такая практика функционирования труппы — и для публичного театра, и для придворных представлений — продолжалось и позднее.
В 1869 году ангажемент с театром подписала солистка парижской Оперы Зина Мерант (Ришар), закончившая свою исполнительскую карьеру в 1871 году. Из балерин здесь также танцевала Антониетта Дель-Эра, в качестве балетмейстера работал Хосе Мендес.

## Репертуар
Театральный сезон Хедивской оперы длился с 1 ноября по 30 марта. В первый сезон 1869/1870 годов было дано 66 представлений. Хотя ещё в 1870 году некоторыми высказывались надежды, что в театре будут даваться представления на арабском языке, первое время в театре ставились лишь оперы на итальянском. Либретто опер переводились на арабский язык и распространялись бесплатно (возможно, первоначально переводы предназначались для женщин из дворцового гарема, не знавших иностранных языков).
Хотя европейцы, побывавшие в Каире, утверждали, что египетская элита не интересуется театром, египетские обозреватели утверждали, что жители Каира осваивают новый вид времяпрепровождения. Для образованных египтян театр стал символом модернизации и культурного развития их страны.
Следующий сезон открылся оперой Гаэтано Доницетти «Фаворитка» в присутствии Исмаила и его старших сыновей, Тауфика и Хусейна. 4 ноября была дана опера Джоаккино Россини «Севильский цирюльник». Всего в сезон 1870/1871 годов было дано 85 представлений.

### Премьера «Аиды»
Кульминацией сезона 1871/1872 годов стала мировая премьера оперы Джузеппе Верди «Аида» под руководством дирижёра Джованни Боттезини, состоявшаяся 24 декабря 1871 года. Первоначально предполагалось, что новой оперой знаменитого композитора откроется сам театр, однако для выполнения столь ответственного заказа его исполнителям не хватило времени: осенью 1869 — весной 1870 годов Верди всё ещё обсуждал детали либретто — состоя в активной переписке с французским импресарио Камилем дю Локлем, композитор отвергал все предлагаемые ему варианты.
Первоначальный замысел оперы принадлежал французскому египтологу Огюсту Мариету, состоявшему на службе у хедива. Дю Локль, будучи другом Мариета, работал над французским вариантом либретто. Подготовку окончательного варианта на итальянском языке после подписания контракта Верди поручил своему либреттисту Антонио Гисланцони.
Контракт с Верди от имени хедива был заключён лишь в июне 1870 года. Согласно договору, за написание оперы он получал гонорар в 150 тысяч франков, надзор за постановкой и все права на исполнение оперы за пределами Египта. В июле, сразу же после подписания контракта, Мариет, возможно, бывший также с Дранехт-беем у композитора в Италии, отправился в Париж для заказа костюмов и декораций по своим эскизам и надзора за их выполнением.
Премьера была назначена на январь 1871 года. Однако некоторая задержка случилась и тут: 19 июля разгорелась Франко-прусская война, император Наполеон III был взят в плен и затем потерял свою корону, во Франции установилась республика: из-за всего этого Мариет застрял в Париже, его заказ также не мог быть выполнен и доставлен вовремя.
Верди закончил оперу в ноябре 1870 года, Мариет, не отвечавший на его письма, направляемые в Каир, смог вернуться в Египет лишь в январе 1871-го. Всё это время Дранехт, ссылаясь на форс-мажор, умолял композитора отложить европейскую премьеру, чтобы не отнимать пальму первенства у Каира — ведь Исмаил заказал не просто произведение, а первую национальную оперу, рассчитывая, что благодаря этому память о нём останется в веках. В результате композитор уступил: премьера в миланском театре Ла Скала состоялась полтора месяца спустя каирской, 8 февраля 1872 года.
Весну и лето 1871 года Дранехт-бей провёл в Италии, отбирая вместе с Верди певцов и оркестрантов для премьеры: для Каира и Милана были подобраны два разных состава исполнителей. Дранехт хотел, чтобы дирижёром был Анжело Мариани, однако то ли Верди, будучи с ним в ссоре, отверг его кандидатуру, то ли он сам отказался из-за своего плохого самочувствия, но дирижировать в Каир поехал Джованни Боттезини, оставшийся работать в Хедивской опере вплоть до её закрытия в 1877 году.
На премьеру собрался весь высший свет Каира, включая европейцев и представителей как египетской, так и турецкой элиты. В театре присутствовали Исмаил с сыновьями, министры его двора, иностранные консулы с супругами. Ложи заполняли дамы, одетые по европейской моде. Ложа королевского гарема также была полна — из-за решётки оттуда мелькал блеск драгоценностей. Из Европы прибыли специально приглашённые музыкальные критики Эрнест Рейер и Филиппо Филиппи. Последний отметил, что Египет аплодировал не столько Верди, сколько своему правителю. Одновременно и композитор считал премьерой не исполнение в Каире, а последовавшую затем премьеру в Ла Скала.
В сезоне 1871/1872 годов опера была дана 16 раз, она не сходила со сцены до самого последнего сезона. «Аида» стала триумфом для композитора и высшей точкой расцвета Хедивской оперы.
В сезон 1876/1877 годов было дано 80 представлений, после чего театр закрылся из-за невозможности субсидирования — цены на хлопок резко упали и Египет оказался на грани банкротства, в 1879 году хедив отрёкся от престола. Вплоть до конца XIX века здание использовалось лишь изредка как место для проведения балов, праздников и других разовых мероприятий. Существуют свидетельства, что в начале XX века театр вновь функционировал, и в нём шли итальянские и французские оперы.

## Руководство
- 1869—1876(?) — Дранехт-бей (Павлос Павлидис, Draneht Bey)
- 1876—1877(?) — Леопольд Ларус (Leopold Larouse)
- 1886—1910 — Паскуале Клементе (Pasquale Clemente)
- 1911—1931 — Дженнаро Форниаро (Gennaro Forniaro)
- 1932—1937 — Фортунато Кантони (Fortunato Cantoni)
- 1937—1938 — Мансур Ханим (Mansur Ghanim), первый директор-египтянин

## Пожар
Примерно с середины 1960-х годов в Каире ходили слухи о сносе старомодного здания. Ранним утром 28 октября 1971 года театр охватил пожар и деревянное здание сгорело дотла. Сохранились лишь две поздние бронзовые статуи, выполненные в 1950 году скульптором Мохамедом Хасаном — они были демонтированы со стены старого театра и позднее перенесены в сад новой Каирской оперы.
В течение 17 лет после пожара Каир оставался без театрального зала. В 1985 году в качестве дара Японии Египту началось строительство Национального культурного центра, включающего в себя здание нового оперного театра. Его открытие состоялось 10 октября 1988 года: в присутствии президента Египта Хосни Мубарака и племянника царствовавшего тогда императора Японии (т.е.Хирохито/императора Сёва), принца Томохито было дано первое в Африке представление кабуки.
В настоящее время на месте, где стояла Хедивская опера, находится многоуровневая бетонная стоянка для автомобилей. Площадь, расположенная перед этим участком, до сих пор называется Оперной (Meidan El Opera).